# توماس فراینشتاین
توماس فراینشتاین (انگلیسی: Thomas Freienstein؛ زادهٔ ۹ مارس ۱۹۶۰) دوچرخه‌سوار اهل آلمان است.